# Eljachu Boraks
Eljachu Boraks znany również jako Adek lub Edek Boraks (ur. 1913 lub 1918 w Kaliszu, zm. 1943 w Treblince) – polski działacz konspiracji żydowskiej w trakcie II wojny światowej, członek Zjednoczonej Organizacji Partyzanckiej oraz Żydowskiej Organizacji Bojowej. Kawaler Krzyża Orderu Virtuti Militari V klasy (pośmiertnie).

## Życiorys
Należał do ruchu Ha-Szomer ha-Cair w Kaliszu. W chwili wybuchu II wojny światowej został powołany i służył w Wojsku Polskim. Następnie w 1940 dotarł do Wilna. Działał w ramach akcji przerzutu członków organizacji Ha-Szomer ha-Cair z całej Polski do Wilna, a od 1941 był członkiem komitetu głównego Ha-Szomer ha-Cair. Po wkroczeniu Niemców do Wilna, Boraks wyjechał Warszawy, a następnie powrócił do Wilna i podjął działalność w Zjednoczonej Organizacji Partyzantów. Następnie wyjechał do Białegostoku, gdzie działał w Żydowskiej Organizacji Bojowej i jednocześnie nadzorował także zbrojenie getta w Wilnie i w Grodnie. W trakcie pierwszych starć w getcie białostockim – 5 lutego 1943 dowodził grupą bojową. Eljachu Boraks został pojmany w lutym 1943 w getcie białostockim i wywieziony do obozu zagłady w Treblince.
Pośmiertnie postanowieniem o odznaczeniu z dnia 19 kwietnia 1948 r., za zasługi położone w walce zbrojnej z okupantem hitlerowskim został odznaczony Krzyżem Srebrnym Orderu Virtuti Militari.